# Nicolas Céard
Nicolas Céard, né le 22 janvier 1745 à Saint-Martin-d'Arconville près de Bar-sur-Aube (Aube) et mort le 11 octobre 1821 à Herry (Cher), est un ingénieur français.

## Jeunesse
Fils de Edmée Céard, amodiateur pour les moines de Clervaux dont l'abbaye est située à quelques kilomètres, Nicolas Céard fait ses études secondaires au collège de Châtillon-sur-Seine. Son père décède le 1er avril 1763.
En 1765, Nicolas Céard est placé auprès de Desfirmin, ingénieur des Ponts et Chaussées. Pendant plus de deux ans, il travaillera avec lui sur différents chantiers des environs de Langres.
Des rapports amicaux s'établissent entre eux, si bien qu'il le choisira comme parrain de son premier enfant. Desfirmin parle de son protégé à l'ingénieur Jean-Gabriel Legendre, inspecteur général des Ponts et Chaussées et qui, à ce titre, avait beaucoup d'influence et connaissait bien le directeur de l'école Jean-Rodolphe Perronet. En 1767, Legendre écrira à ce dernier pour lui recommander Nicolas Céard.

## Carrière d'ingénieur

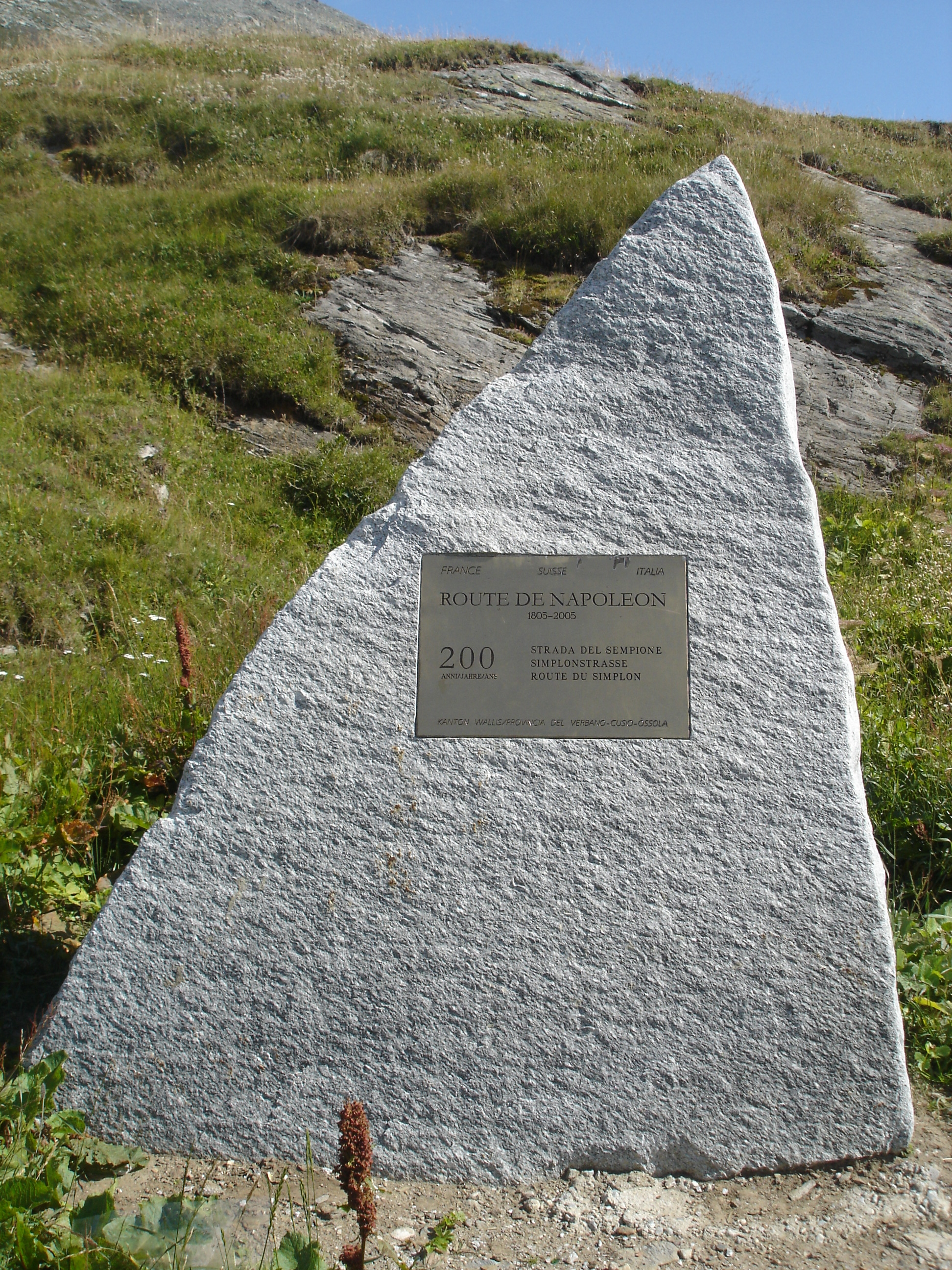
Plaque de commémoration de 2005 pour les 200 ans d'ouverture de la route du Simplon.

Il sort de l'École royale des Ponts et Chaussées en 1769. Une de ses premières missions le conduit à Versoix, seul accès du royaume de France au lac Léman, sur le chantier de Port-Choiseul. En 1774, il y achète un domaine et épouse une Genevoise, Françoise Massé. De 1784 à 1786, il est employé à la construction des ports de Cherbourg, du Havre et de Honfleur. En 1791, il est nommé ingénieur en chef de l'Ain. Pendant la Terreur, il est contraint d'émigrer en Suisse; il y réalise les plans de nombreux ouvrages d'art notamment ceux du port d'Ouchy et du pont Saint-Antoine à Vevey ainsi que du pont de Serrières à Neuchâtel en 1789, qui sera réalisé entre 1807 et 1810. 
De retour en France, il est nommé ingénieur en chef du nouveau département du Léman en 1798. Ensuite, il est chargé par Napoléon Bonaparte de la construction de la route du col du Simplon entre 1801 et 1805. La direction des travaux lui est confiée le 17 octobre 1800 avec les mots suivants :
« Familiarisé comme vous l’êtes avec les grands travaux, votre longue expérience dans cette partie m’a inspiré beaucoup de confiance dans les lumières que vous ne pouvez manquer de répandre sur ce projet, qui, je ne vous le dissimule pas, présente de grands obstacles à vaincre. »
Il devient ainsi seul responsable de l'ensemble du chantier, conduit par une dizaine d'ingénieurs des Ponts et Chaussées et d'élèves-ingénieurs fraîchement sortis de la toute récente École polytechnique. C'est un travail colossal, dans la mesure où Napoléon Bonaparte souhaite en faire une voie praticable pour les canons. Jusqu’à 3000 ouvriers par versant prendront part au chantier.
Il est nommé inspecteur divisionnaire par décret du 25 août 1804.
Il dresse également les plans du pont de Carouge, dont il dirige la construction en 1811.

## Carrière politique
Maire de la commune alors française de Versoix de 1790 à 1792, il doit émigrer en Suisse dès 1793 en raison de la Terreur d'abord à Coppet, puis à Vevey, puis enfin à Genève dès 1799.
Dans son écrit "Mémoire et observations historiques et critiques sur la route du Simplon et autres objets d'art", il précise à propos de Versoix :
« De retour à Paris, j'eus ordre de me rendre à Versoix pour y prendre part au projet insensé, d'établir en ce lieu une ville de quatre-vingt mille âmes, avec une citadelle bien entendu, un port militaire, etc, pour nuire aux Genevois qui ne firent qu'en rire, et avec raison ; j'étais en sous-ordre, et j'obéissais. Les plans gravés, fournis par moi, ayant été approuvés, des terrains furent concédés, pour y bâtir, à des colons qui s'y ruinèrent. Un canal d'arrosement devait être dérivé de la rivière de Versoix, j'en fis le projet et le fis exécuter. C'est la seule chose utile qui ait subsisté de cette folle entreprise. »

## Famille
Il épouse en 1774 une Genevoise, Françoise Massé, dont il aura un fils Robert Céard (d) et une fille Hippolyte-Elisabeth-Barbe Céard (1788-1879).

## Sources d'archives
- Fonds Céard (18e - 19e siècles) [Correspondance, cartes, mémoires, dessins et plans].  Cote : CH-000007-9 CIG : cea. Genève : Centre d'iconographie de la Bibliothèque de Genève (présentation en ligne).
  - Sous-fonds : Documents relatifs à la route du Simplon extrait du fonds de Nicolas Céard par son fils Robert Céard (18e - 19e siècles) [Correspondance, registres, mémoire, cartes et plans]. Fonds Céard; Cote : CH-000007-9 CIG : cea a. Genève : Centre d'iconographie de la Bibliothèque de Genève (présentation en ligne).
  - Sous-fonds : Archives privées de famille, lesquelles contiennent encore un certain nombre de documents non privés (18e - 19e siècles) [Correspondance, dossiers, archives familiales, cartes, plans, dessins]. Fonds Céard; Cote : CH-000007-9 CIG : cea b. Genève : Centre d'iconographie de la Bibliothèque de Genève (présentation en ligne).